# صياد السمك أزرق الصدر
صياد السمك أزرق الصدر (الاسم العلمي: Halcyon malimbica)، طائر من فصيلة الرفرافيات، ينتشر على نطاق واسع في جميع أنحاء أفريقيا الاستوائية.

## معرض صور

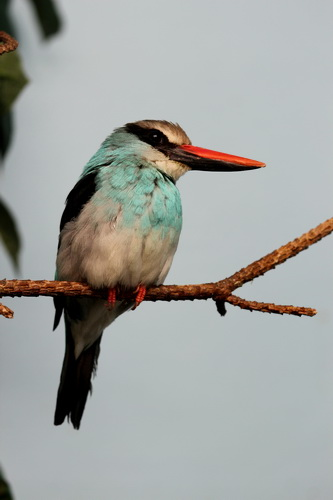
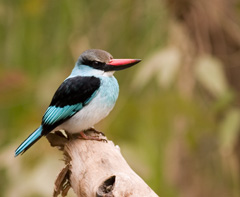
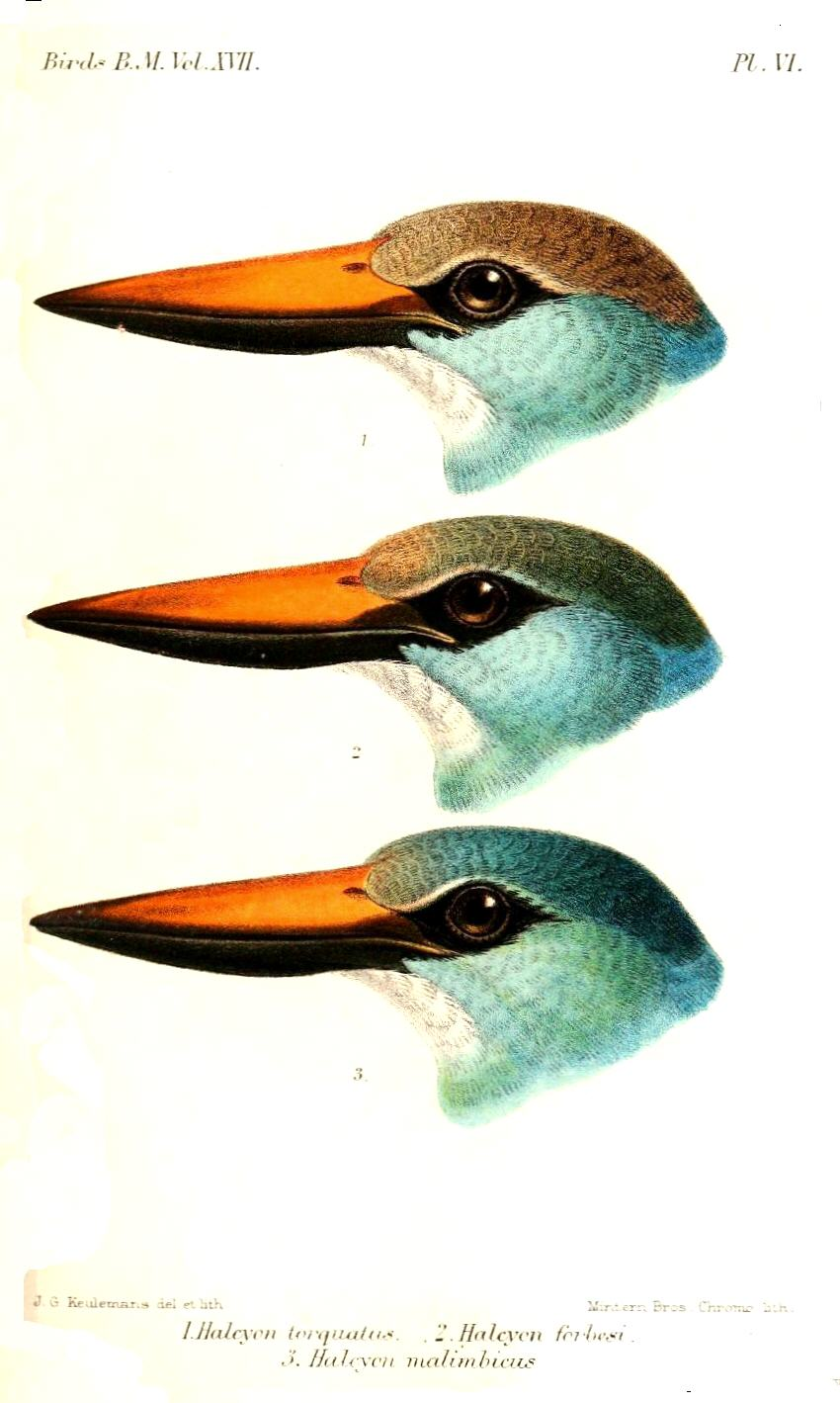